# Eduardo Fry
Eduardo Alfredo Fry Ruiz (Lambayeque, Perú, 1881-15 de noviembre de 1952). fue un futbolista, dirigente y periodista en los albores del futbol peruano.

## Trayectoria
Fue un jugador del Unión Cricket, y propulsor de la Liga Peruana de Football. Estuvo presente en la fundación de la liga representando al Miraflores Sporting Club.
También fue jugador de las primeras selecciones de fútbol del Perú en la década de 1910, contra los equipos ingleses.
Además puede ser considerado el primer cronista de fútbol peruano, pues relato el partido entre el Lima Cricket and Football Club y el Sport Vitarte, publicadas en el diario La Prensa firmadas con el seudónimo de Full-Back.
Debido a su trayectoria como futbolista, dirigente y cronista, un club de fútbol local se inspiro en su apellido y así creó el Sporting Fry.

## Clubes
| Club                     | País | Temporada |
| ------------------------ | ---- | --------- |
| Unión Cricket            | Perú | 1899      |
| Miraflores Sporting Club | Perú | 1913      |